# 佐力小貸
佐力科創小額貸款股份有限公司，簡稱佐力科創小額貸款股份、佐力科創小額貸款和佐力小貸（英語：Zuoli Kechuang Micro-Finance Company Limited，港交所：6866），在2011年，由德清普華能源有限公司、佐力控股集團有限公司、俞有強、俞寅（董事長）、沈海鷹（首席執行官）、張建明（副總經理）等人，於德清（總部）成立前身為「德清佐力科創小額貸款有限公司」。 
業務在中國內地經營企业贷款，包括农业贷款、科技型企业信用贷款及其他中小微企业贷款；以及个人贷款，包括个人经营、消费、创业及其他贷款。
股份在2015年1月13日於港交所主板上市。招股價為1.39港元，全球發行為3億股H股，集資額為3.47億港元。

## 外部連結
- zlkcxd.com（页面存档备份，存于）